# Palma Sola, Omealca
Palma Sola är en ort i Mexiko.   Den ligger i kommunen Omealca och delstaten Veracruz, i den sydöstra delen av landet, 260 km öster om huvudstaden Mexico City. Palma Sola ligger 375 meter över havet och antalet invånare är 290.
Terrängen runt Palma Sola är varierad. Runt Palma Sola är det ganska tätbefolkat, med 100 invånare per kvadratkilometer. Närmaste större samhälle är Cuitláhuac, 10,3 km norr om Palma Sola. I omgivningarna runt Palma Sola växer i huvudsak städsegrön lövskog.